# كوني ماك الثالث
كوني ماك الثالث هو مصرفي وسياسي أمريكي، ولد في 29 أكتوبر 1940 في فيلادلفيا في الولايات المتحدة. نشط حزبياً في الحزب الجمهوري.

## مناصب
- انتخب عضو مجلس الشيوخ الأمريكي [الإنجليزية]‏ عن دائرة Florida Class 1 senate seat ‏ وقد انضم خلال فترته النيابية (3 يناير 1999 – 3 يناير 2001) للكتلة البرلمانية الحزب الجمهوري.
- انتخب عضو مجلس الشيوخ الأمريكي [الإنجليزية]‏ عن دائرة Florida Class 1 senate seat ‏ وقد انضم خلال فترته النيابية [الإنجليزية]‏ (3 يناير 1997 – 3 يناير 1999) للكتلة البرلمانية الحزب الجمهوري.
- انتخب عضو مجلس الشيوخ الأمريكي [الإنجليزية]‏ عن دائرة Florida Class 1 senate seat ‏ وقد انضم خلال فترته النيابية [الإنجليزية]‏ (3 يناير 1995 – 3 يناير 1997) للكتلة البرلمانية الحزب الجمهوري.
- انتخب عضو مجلس الشيوخ الأمريكي [الإنجليزية]‏ عن دائرة Florida Class 1 senate seat ‏ وقد انضم خلال فترته النيابية [الإنجليزية]‏ (3 يناير 1993 – 3 يناير 1995) للكتلة البرلمانية الحزب الجمهوري.
- انتخب عضو مجلس الشيوخ الأمريكي [الإنجليزية]‏ عن دائرة Florida Class 1 senate seat ‏ وقد انضم خلال فترته النيابية [الإنجليزية]‏ (3 يناير 1991 – 3 يناير 1993) للكتلة البرلمانية الحزب الجمهوري.
- انتخب عضو مجلس الشيوخ الأمريكي [الإنجليزية]‏ عن دائرة Florida Class 1 senate seat ‏ وقد انضم خلال فترته النيابية [الإنجليزية]‏ (3 يناير 1989 – 3 يناير 1991) للكتلة البرلمانية الحزب الجمهوري.
- في انتخابات مجلس النواب الأمريكي 1982 [الإنجليزية]‏، انتخب عضو مجلس النواب الأمريكي عن دائرة Florida's 13th congressional district [الإنجليزية]‏ خلال فترته النيابية [الإنجليزية]‏ (3 يناير 1983 – 3 يناير 1985).
- في انتخابات مجلس النواب الأمريكي 1984 [الإنجليزية]‏، انتخب عضو مجلس النواب الأمريكي عن دائرة Florida's 13th congressional district [الإنجليزية]‏ خلال فترته النيابية [الإنجليزية]‏ (3 يناير 1985 – 3 يناير 1987).
- في انتخابات مجلس النواب الأمريكي 1986 [الإنجليزية]‏، انتخب عضو مجلس النواب الأمريكي عن دائرة Florida's 13th congressional district [الإنجليزية]‏ خلال فترته النيابية [الإنجليزية]‏ (3 يناير 1987 – 3 يناير 1989).